# جان برادینو
جان برادینو (انگلیسی: John Beradino؛ ۱۹۱۷ – ۱۹۹۶) یک بازیکن بیس‌بال اهل ایالات متحده آمریکا بود که در لیگ برتر بیسبال آمریکا بازی می‌کرد. وی به عنوان بازیگر نیز در چند فیلم سینمایی ایفای نقش کرد که از جمله آنها می‌توان به سادنلی، شرق بهشت و شمال از شمال غربی اشاره کرد.